# Edith Oellers
Edith Oellers (* 1957 in Duisburg) ist eine deutsche Malerin und lebt in Düsseldorf.

## Leben
Edith Oellers wurde 1957 in Duisburg geboren und wuchs in Linz am Rhein auf. Sie entstammt einer künstlerischen Familie aus Linz am Rhein. Ihr Vater ist der Bildhauer Günther Oellers, ihre Mutter die Malerin Edith Oellers-Teuber und ihr Bruder der Kunsthistoriker Adam C. Oellers.
Nach Abschluss des Abiturs studierte sie von 1975 bis 1981 an der Kunstakademie Düsseldorf die Fächer Kunst und Kunstgeschichte. Ihre Professoren dort waren zunächst Lambert Maria Wintersberger und Micha Ullman, später folgten Rolf Crummenauer und Gerhard Hoehme. 1981 schloss Edith Oellers ihre Studien mit dem Ersten Staatsexamen ab und arbeitete ab 1982 als freie Malerin mit regelmäßiger Ausstellungstätigkeit. In den Jahren 1989 bis 1992 folgten Aufenthalte mit ihrem Mann Jörg Eberhard in der Villa Romana, Florenz (1989 und 1992) und ein Stipendium an die Cité des Arts in Paris (1991).
Von 1980 bis 1989 arbeitete Edith Oellers für die Museumspädagogik des Kunstmuseums Düsseldorf, ab 1990 folgten Lehraufträge an der Europäischen Akademie in Trier (1990/1991 und seit 2000) und ab dem Jahr 2000 ebenfalls an der Schule für Kunst und Theater in Neuss.
1991 erhielt Edith Oellers den Kunstpreis der Stadt Düsseldorf.
Die Künstlerin unternahm seit 1979 immer wieder Studienreisen nach Italien und in den gesamten europäischen Mittelmeerraum, so fühlt sie sich nach eigenem Bekunden in ihrem künstlerischen Schaffen auch sehr von der Kunst Italiens geprägt. 2006 folgte eine ausführliche Studienreise nach China.
Von 2007 bis 2013 hatte Edith Oellers einen Lehrauftrag für Malerei an der Universität Duisburg-Essen. Von 2008 bis 2018 war sie im Vorstand des Vereins E.I.B.E.(Et In Barbaria Ego), zur Förderung eines künstlerischen Austausches zwischen Düsseldorf und Bribir/Kroatien.
Seit 2011 ist sie Vorstandsmitglied des Vereins der Düsseldorfer Künstler, gegr. 1844 (VdDK).
Edith Oellers heiratete 1989 den Maler Jörg Eberhard. Sie lebt heute mit ihrer Familie in Düsseldorf.

## Das Werk
Edith Oellers schreibt:

„Thema meiner Bilder ist der Alltag der Menschen und der Alltag der Malerei. Ständig begegnet mir die Welt als eine Fülle von Situationen, die immer mit Leuten zu tun haben. Da ich zudem auch noch immer mit mir selber unterwegs bin, gibt es die Welt nur als eine von Menschen überformte Realität. Die Leute begegnen mir, flüchtig oder intensiv, sie kommunizieren miteinander oder wenden sich voneinander ab, sie machen Gesichter und Gesten und wenn keiner da ist, nehme ich mich selber wahr in Beziehung zur Umwelt und ihren Gegenständen. Der Alltag erzählt dauernd Geschichten; ich brauche sie nur aufzugreifen und zu versuchen, sie zu verstehen. Verstehen heißt hier aber in Malerei übertragen, sie mit bildnerischen Mitteln weiterzuerzählen und auf einen Betrachter zu spekulieren, der mit seinen Gedanken und Gefühlen dazukommt.
Im Alltag des Malens habe ich jeden Tag die Aufgabe, meine Vorstellungen genau zu formulieren, mit Farbe und Leinwand als Werkzeug Bilder entstehen zu lassen.
Dabei nutze ich alle Möglichkeiten des Materials. Die Farbe ist mal aufgestrichen, mal getupft oder gewischt, dick gespachtelt oder getropft. Hier ein Gesicht, dort eine Hand oder ein Gegenstand ist auch einmal mit feinem Pinsel exakt ausgeführt. So vielfältig die Wahrnehmung der Realität ist, so abwechselungsreich soll auch die Malerei sein.
Die Geschichten sind nicht mit Worten nachzuerzählen, sie sind komplexe Bilder von erlebter, erinnerter und gefühlter Wirklichkeit, die sich im Prozess des Malens noch einmal verändern und verwirklichen.“